# 盆中盆

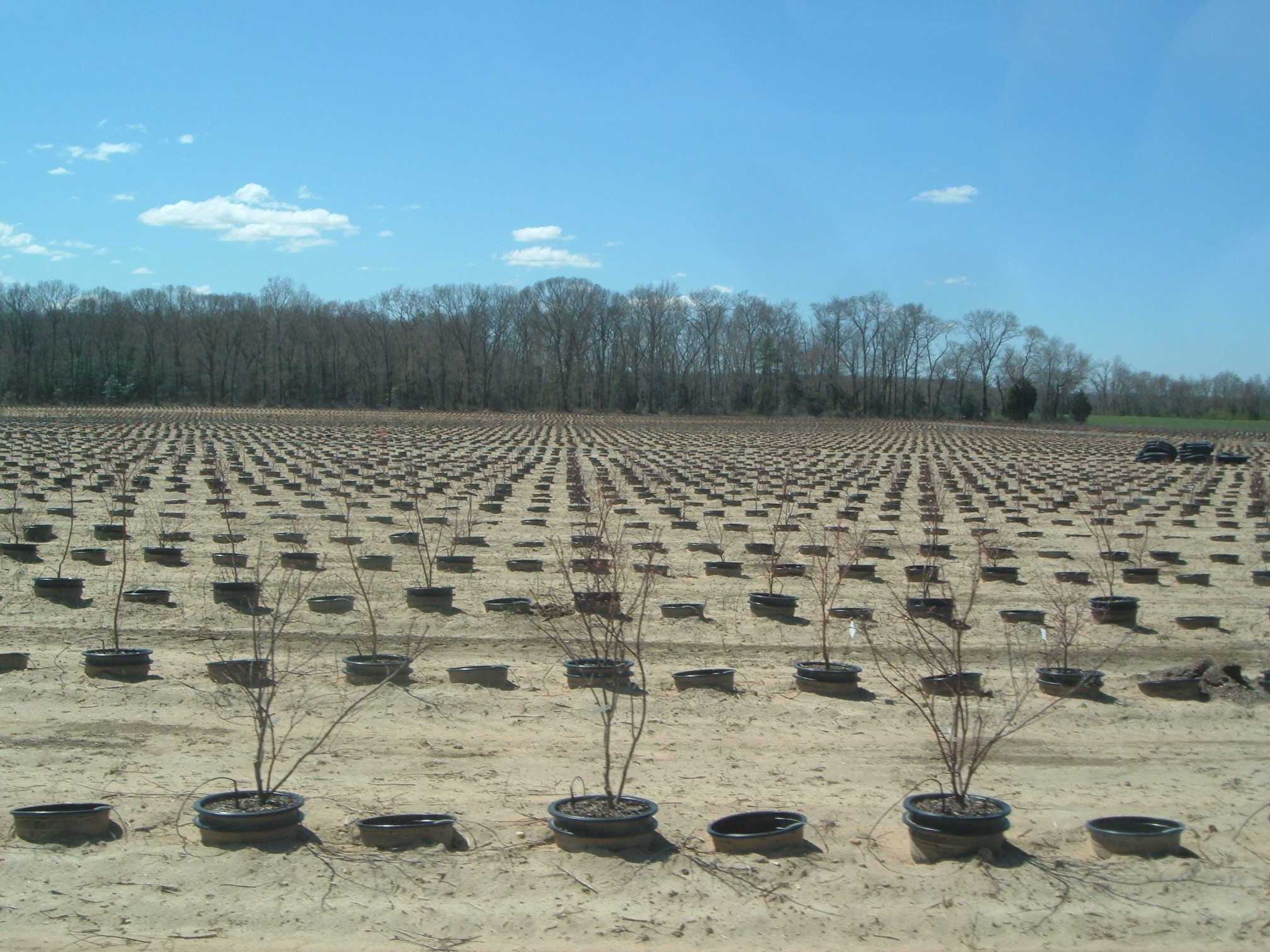
盆中盆場

盆中盆是一種使用於苗圃中的系統。植物被種殖在符合其販賣尺寸的盆子裡，再將這些盆子放入稍微大些的盆子中。這些盆子通常在一大片場地中排成長長的縱列。較大的盆子通常和中心灌溉系統相連接，且亦經常經由此系統受精。當植物長至其販賣尺寸時，即會被移出盆子外，並且立即賣出。較大的盆子依然放在廣場中並重復使用。此一系統允許養殖者以大筆的期初投資來減低種殖與重新種殖的勞力成本。